# Rue du Pont-Neuf (Lille)
Pour les articles homonymes, voir rue du Pont-Neuf.
La rue du Pont-Neuf est une rue de Lille, dans le Nord, en France. 

## Situation et accès
Cette voie du quartier du Vieux-Lille prolonge la rue Négrier en ligne droite jusqu'à l'extrémité des rues de Gand et des Bateliers en enjambant l'avenue du Peuple-Belge par le Pont-Neuf.

## Origine du nom
La « rue du Pont-Neuf » doit son nom au Pont-Neuf situé à proximité.

## Historique
La rue est créée à l'emplacement de l'ancienne enceinte du Moyen-Âge détruite à partir de 1672 lors de l'agrandissement de la ville de 1670.
Elle doit son nom au Pont-Neuf, construit en 1701 pour passer le canal de la Basse-Deûle et relier le nouveau quartier royal, depuis la rue Saint-André, avec celui de l'église Sainte-Marie-Madeleine. Elle est alors constituée de deux rues, la rue des Chanoines, de la rue Saint-André au pont Neuf, et la rue du Bastion, au-delà du pont Neuf. Elles ne sont réunies sous le nom de rue du Pont-Neuf qu'après la Révolution.
La rue du Bastion qui devait son nom au bastion de la Madeleine de l'enceinte fortifiée de Vauban, puis rue du Pont-Neuf se terminait en impasse sur ce rempart.  
Elle est prolongée vers 1950 en même temps que la rue des Bateliers lors de la démolition de cette partie de l'enceinte déclassée en 1919.
Elle était bordée à côté de l'église Sainte-Marie-Madeleine face à la caserne de la Madeleine (actuelle caserne Kléber) par le couvent des Religieuses du Saint-Esprit fermé à la Révolution dont les bâtiments devenus bien national sont démolis et remplacé par une manufacture de tabac ouverte en 1811, désaffectée en 1965, démolie en 1972. La manufacture est remplacée par l'usine de la SEITA dans le quartier du Petit Maroc, elle-même devenue l'ensemble magasin et usine Decathlon.
Un ensemble immobilier est bâti à cet emplacement ainsi que le square du Pont-Neuf.

## Bâtiments remarquables et lieux de mémoire

### Église Sainte-Marie-Madeleine
- L'église Sainte-Marie-Madeleine[4]

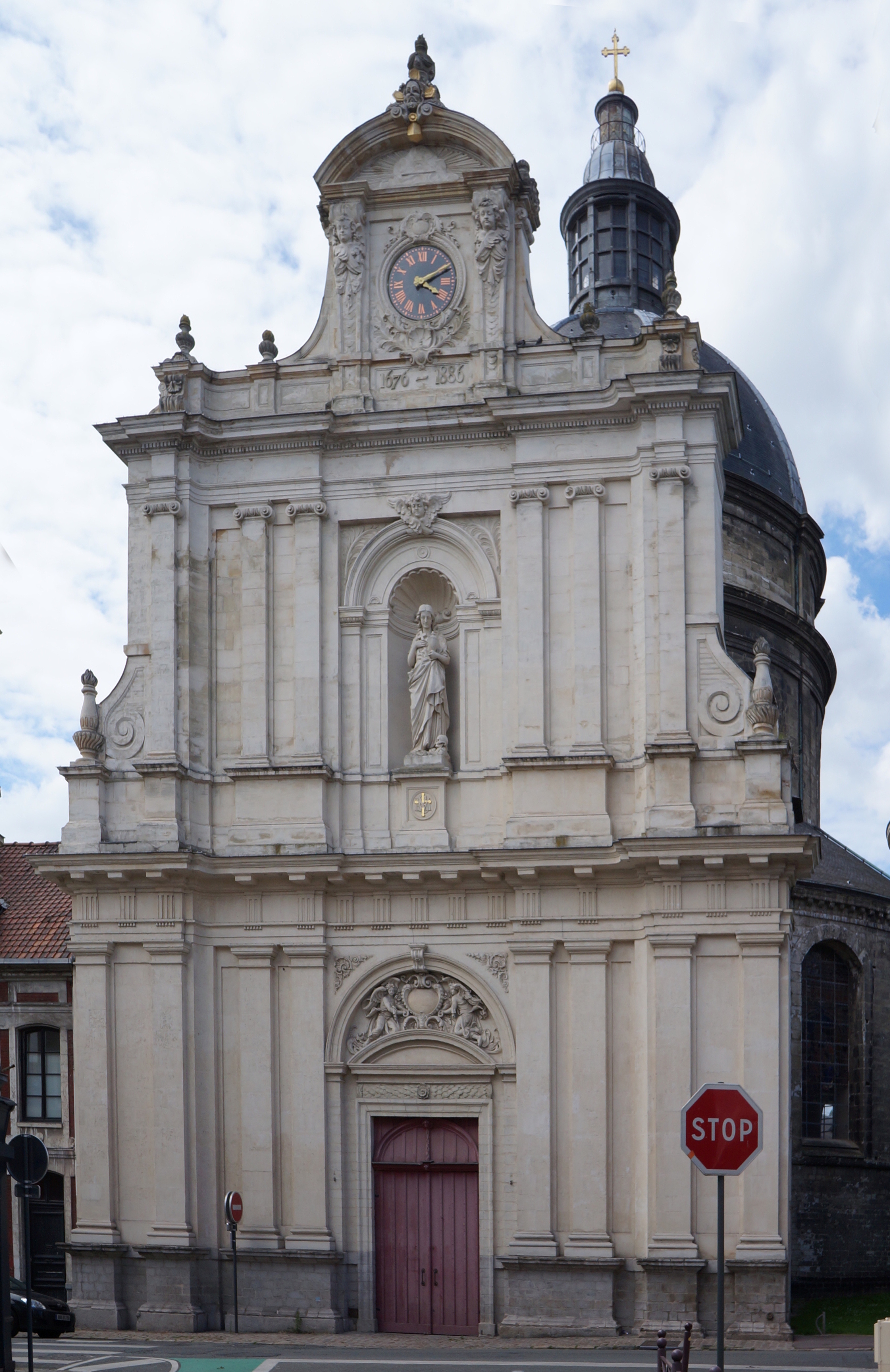
Façade de L'église Sainte-Marie-Madeleine.
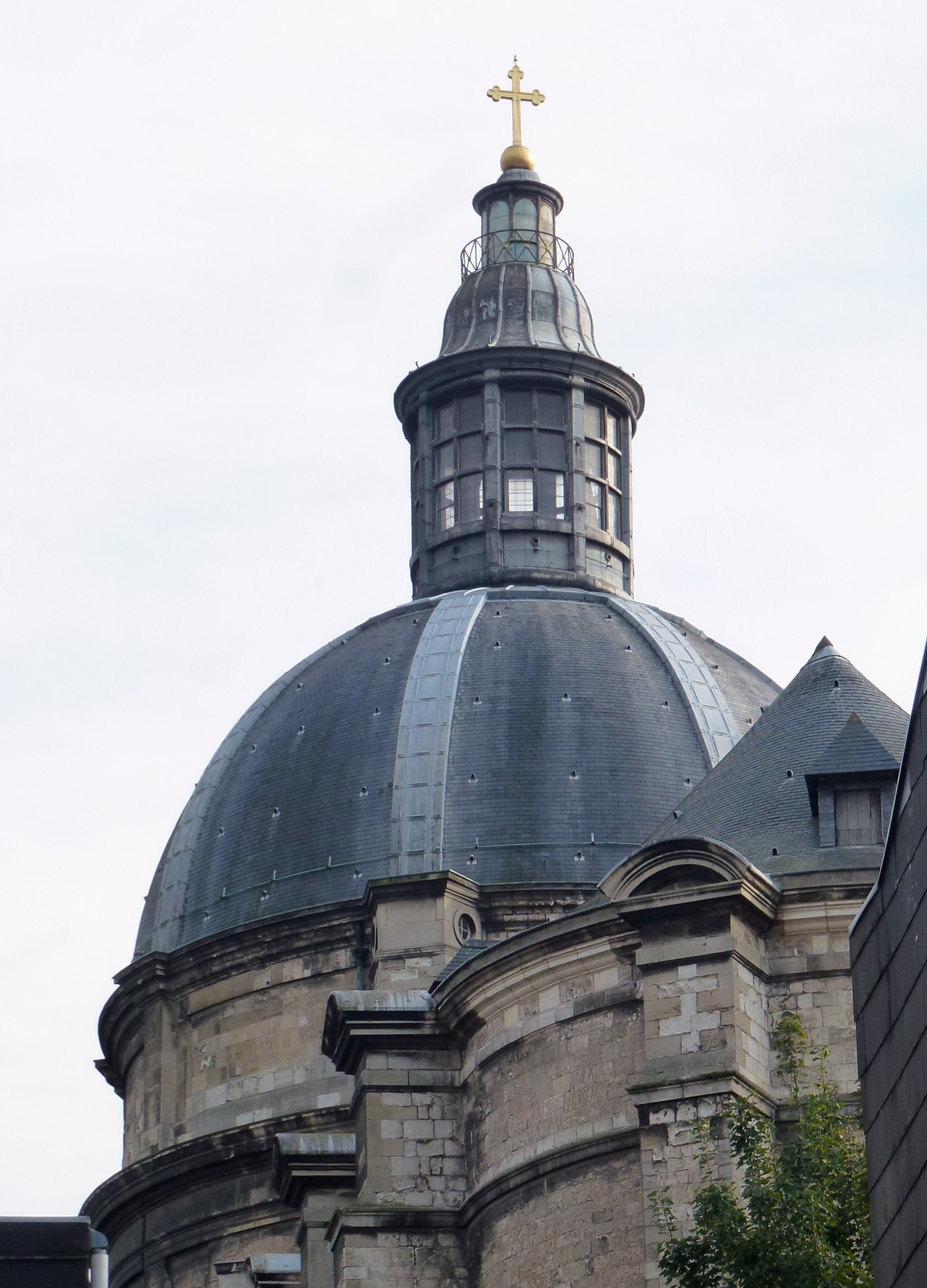
Dôme de l'église Sainte-Marie-Madeleine.
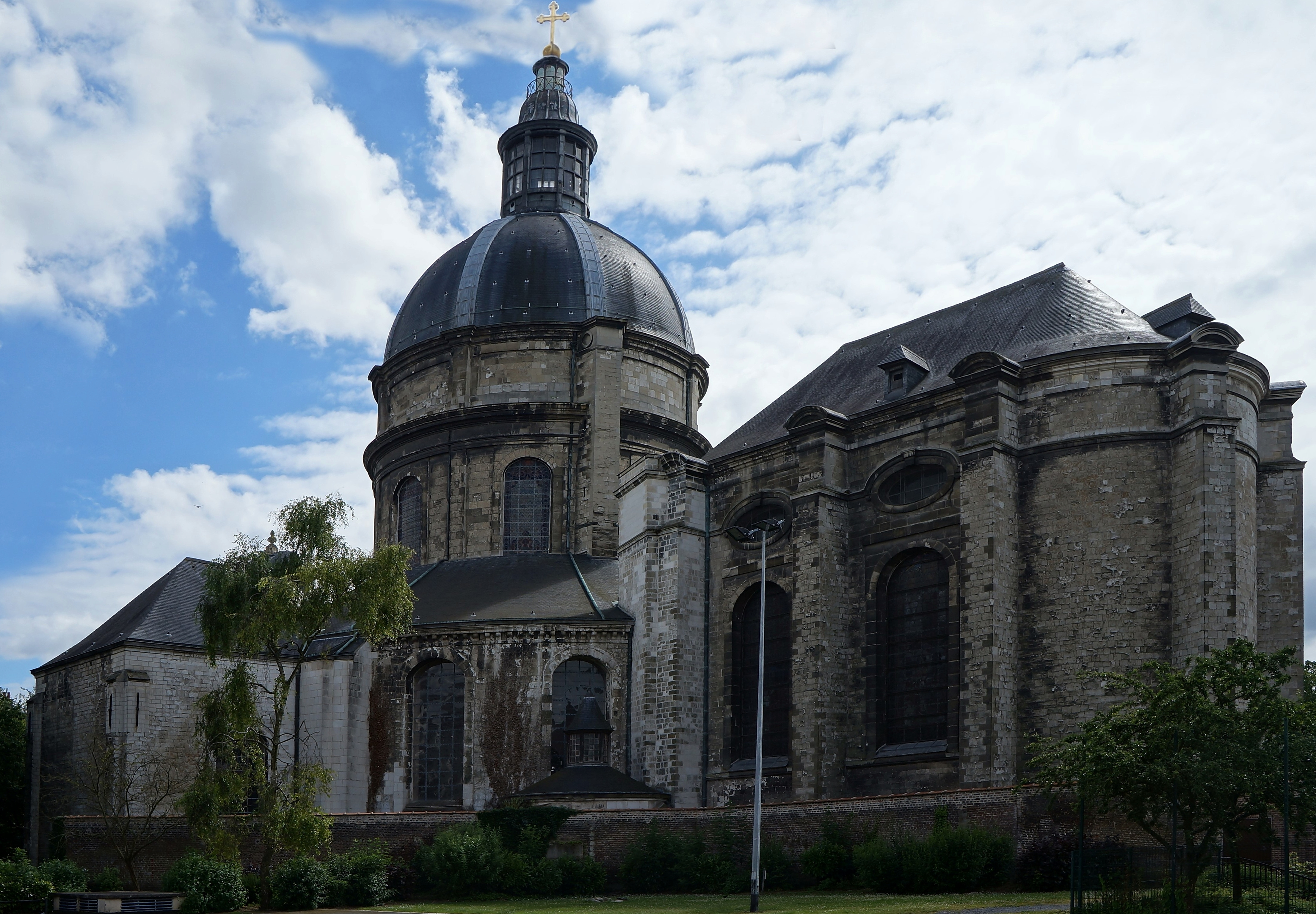
Abside et transept de l'église Sainte-Marie-Madeleine

### Immeubles protégés
La rue comprend plusieurs bâtiments protégés au titre des monuments historiques.
- L'immeuble au 2 rue des Archives qui fait l'angle avec le début de la rue du Pont-Neuf[5]
- Les immeubles aux 3 et 5 rue du Pont-Neuf[6]
- L'immeuble au 7 rue du Pont-Neuf[7]
- L'immeuble aux 9 et 11 rue du Pont-Neuf[8]
- La maison au 13 rue du Pont-Neuf[9]
- La maison au 15 rue du Pont-Neuf[10]

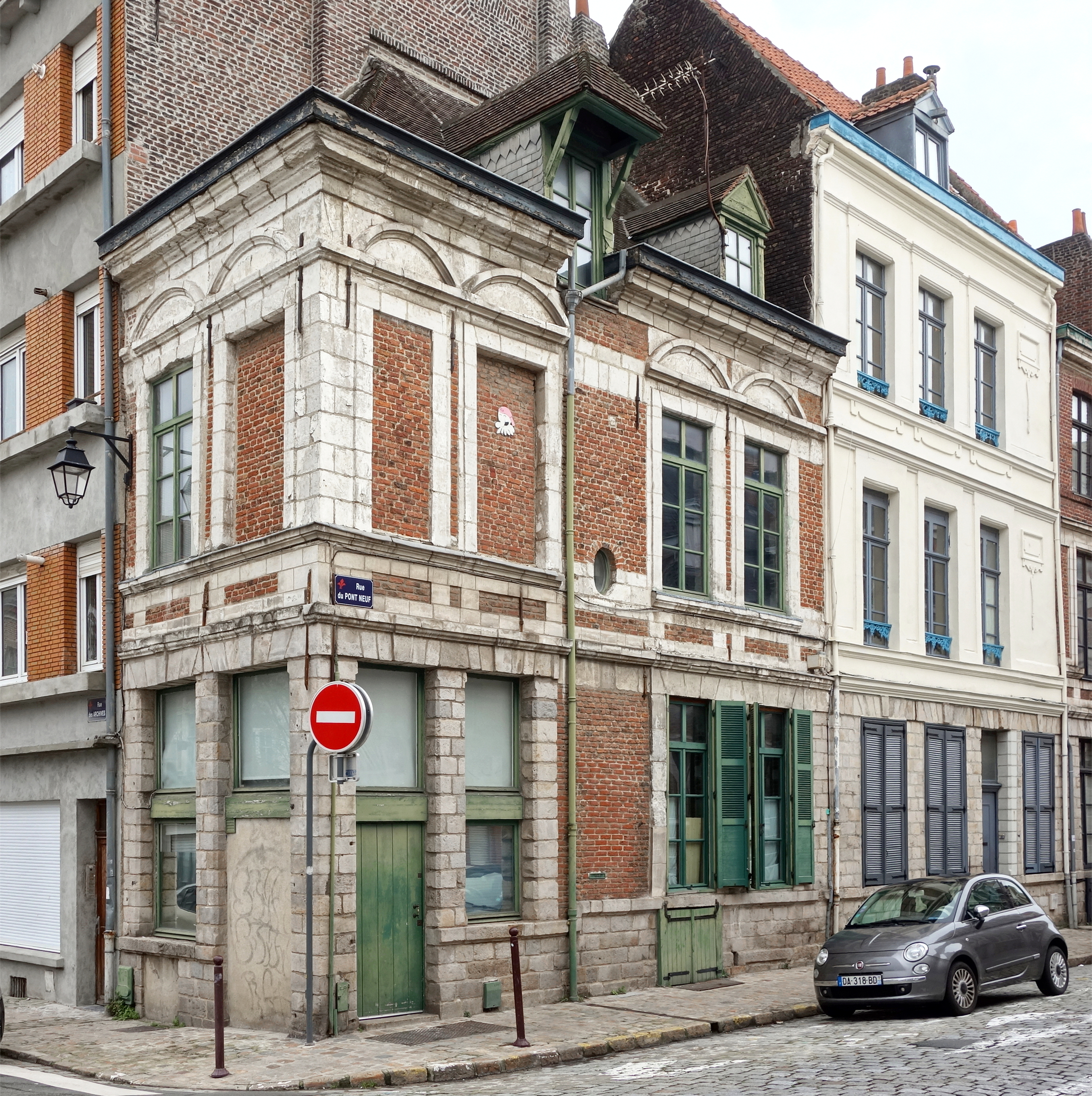
2 rue des Archives et 3 rue du Pont-Neuf
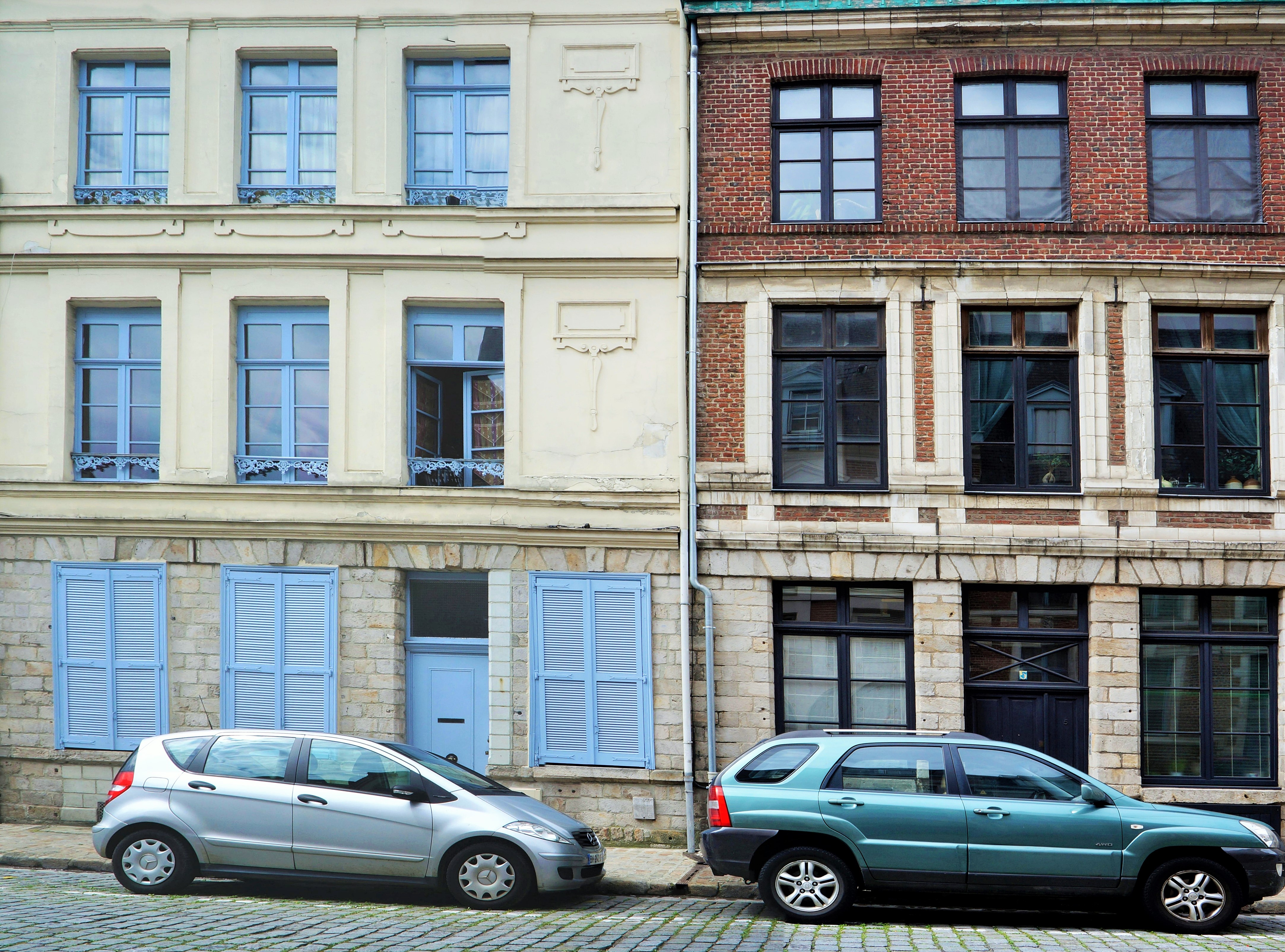
3-5 rue du Pont-Neuf
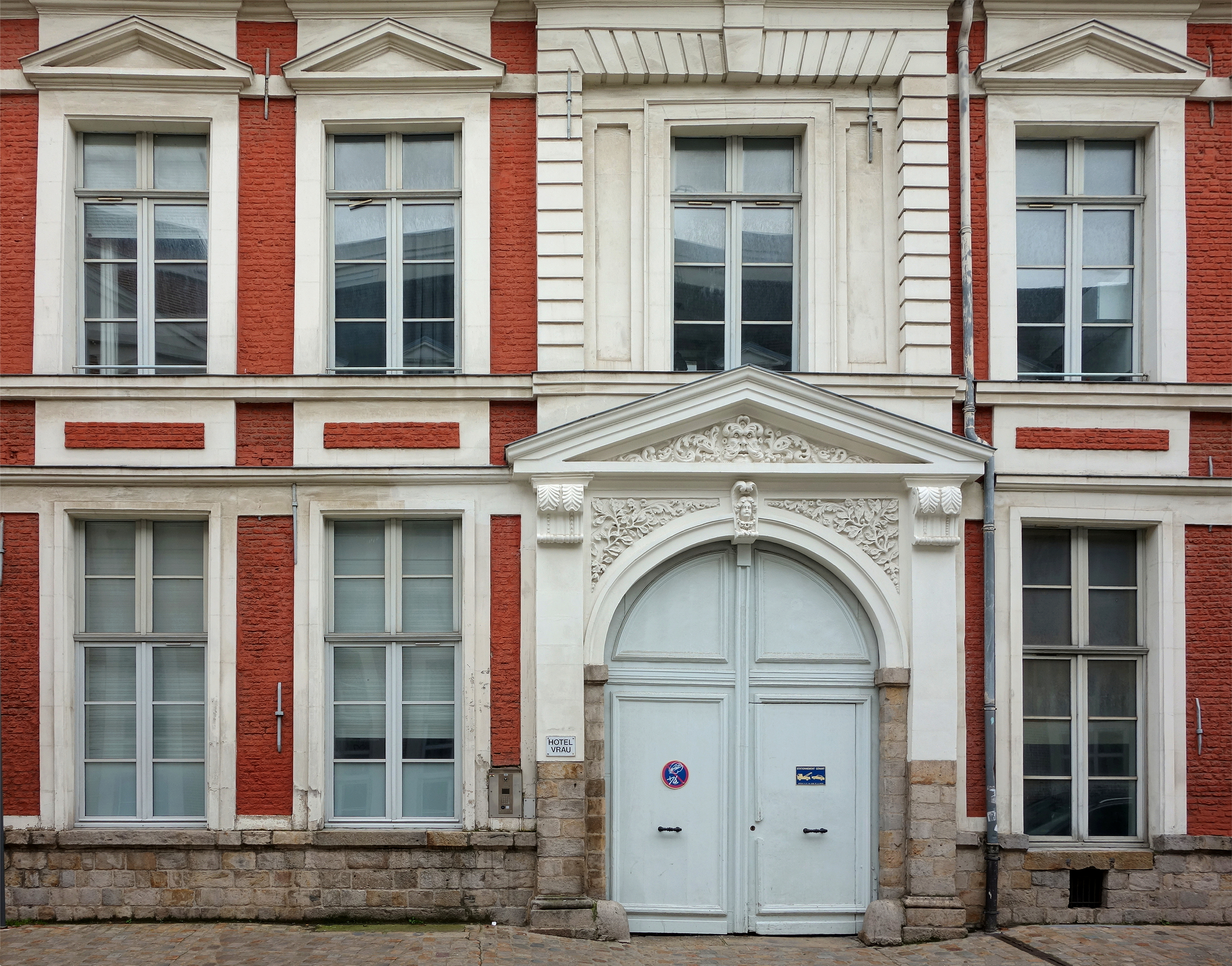
Hôtel Vrau 11 rue du Pont-Neuf
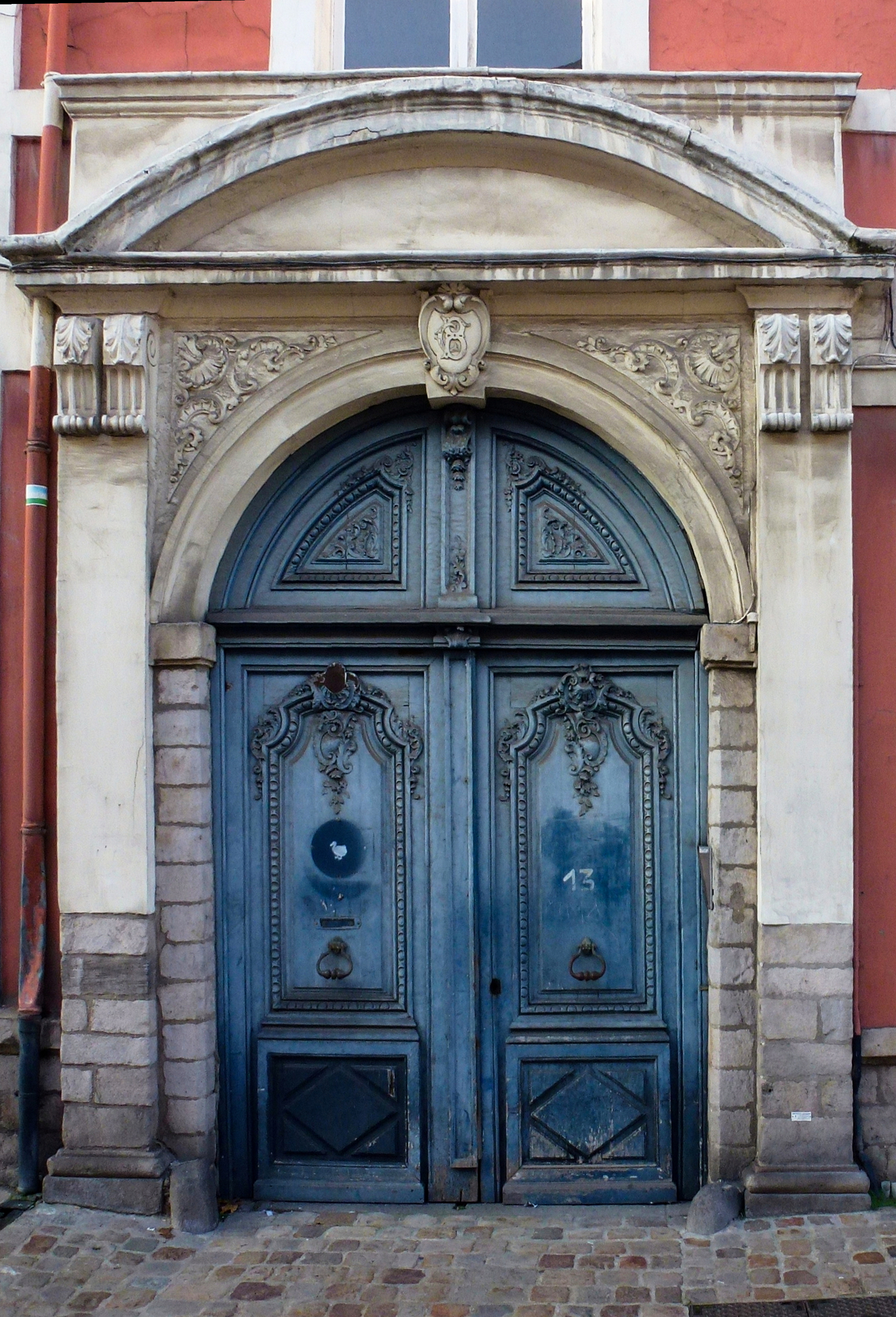
13 rue du Pont-Neuf
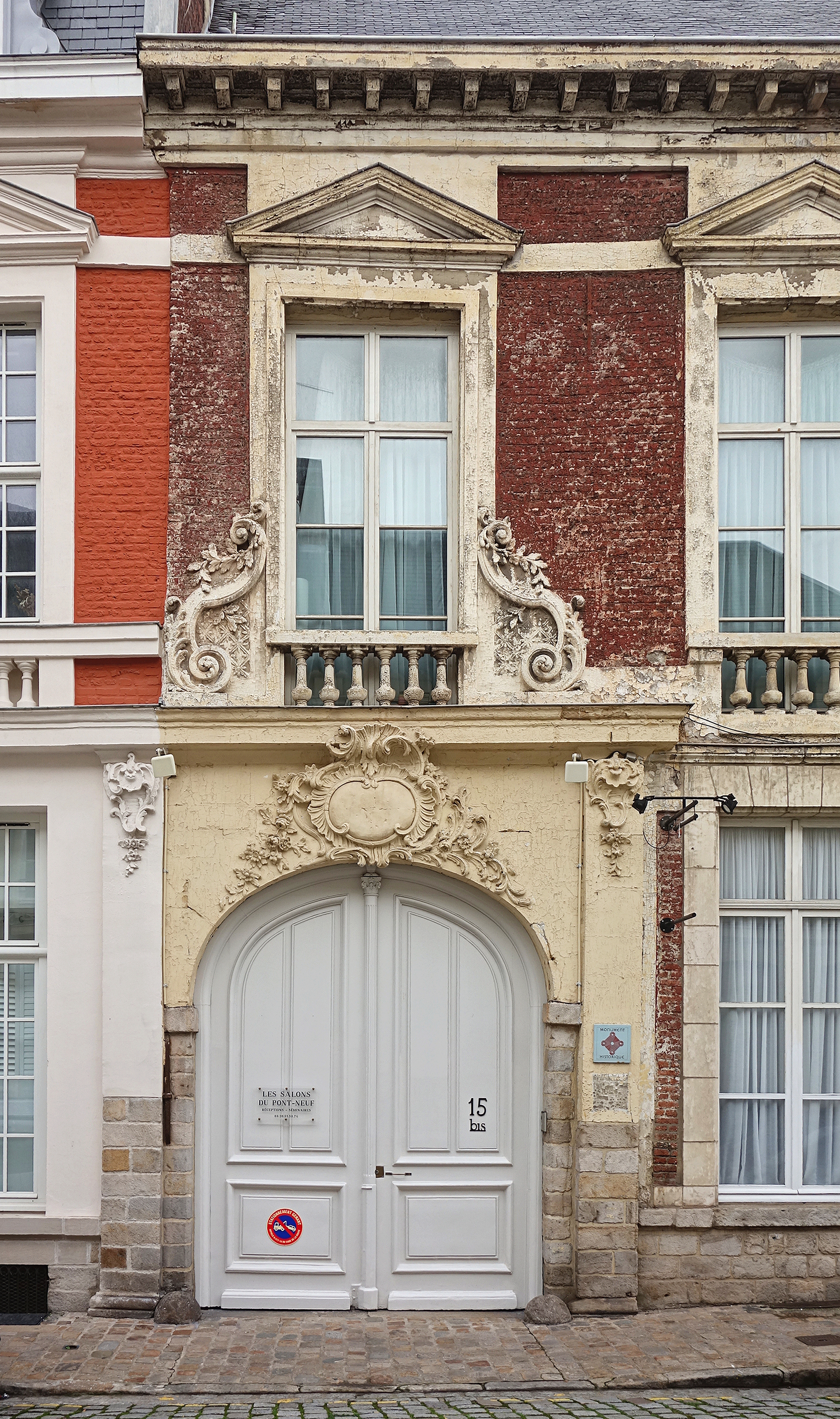
15 rue du Pont-Neuf

### Hôtel des 11, 13 et 15

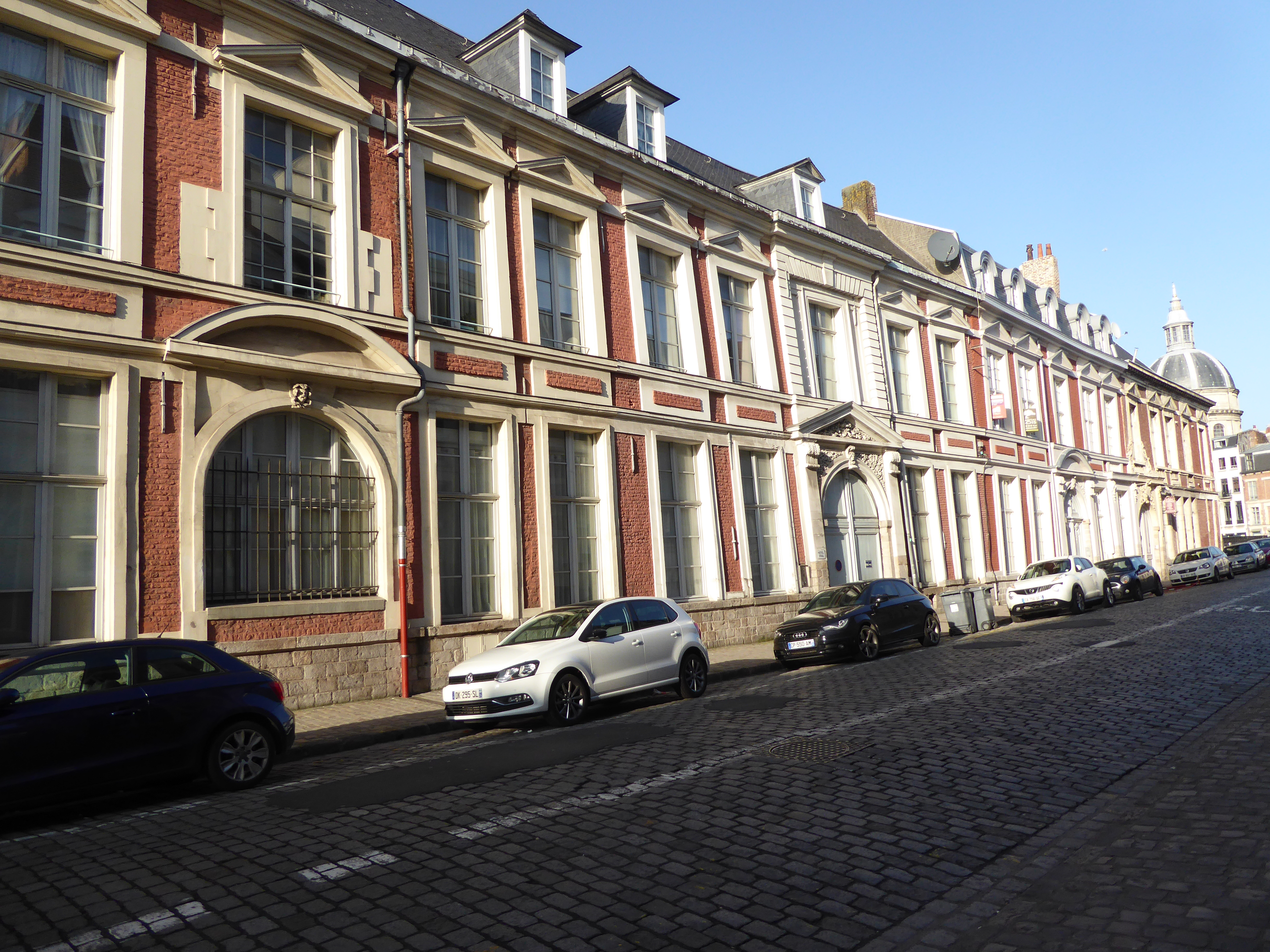
Hôtel de Vrau façade penchée

Le bâtiment du XVIIe siècle fut acheté en 1827 par l'industriel Philibert Vrau qui y établit une filature de lin fabriquant des fils à coudre sous la marque Le fil au chinois.
L'entreprise employait une soixante d'ouvriers (hommes) en 1859.
Les maisons des n° 1 à 9 furent également rachetées et transformées en bureaux ou ateliers.
La tension des courroies de transmission des machines à vapeur tirant pendant un siècle le haut du mur extérieur a fait pencher les façades vers l'intérieur.